# As Alucinações de Sergei/Eu Não Volto Mais
"As Alucinações de Sergei/Eu Não Volto Mais" é o primeiro lançamento do cantor brasileiro Serguei, à época ainda creditado como Sergei. Foi lançado como compacto simples em 1966 pelo selo Equipe.
Neste compacto, Serguei é acompanhado pelo grupo The Youngsters, banda de apoio de Roberto Carlos em seus primeiros álbuns.

## Faixas
Lado A - As Alucinações de Sergei

Lado B - Eu Não Volto Mais